# Клајн Пампау
Клајн Пампау (њем. Klein Pampau) општина је у њемачкој савезној држави Шлезвиг-Холштајн. Једно је од 131 општинског средишта округа Херцогтум Лауенбург. Према процјени из 2010. у општини је живјело 603 становника. Посједује регионалну шифру (AGS) 1053064.

## Географски и демографски подаци
Клајн Пампау се налази у савезној држави Шлезвиг-Холштајн у округу Херцогтум Лауенбург. Општина се налази на надморској висини од 21 метра. Површина општине износи 4,2 km². У самом мјесту је, према процјени из 2010. године, живјело 603 становника. Просјечна густина становништва износи 145 становника/km².

## Међународна сарадња
| Мјесто | Држава | Врста сарадње | Од    |
| ------ | ------ | ------------- | ----- |
|        | Финска | партнерство   | 1995. |
| Извор  |        |               |       |